# Nuoto ai campionati mondiali di nuoto 2025 - Staffetta 4x100 metri stile libero femminile
La gara di nuoto della staffetta 4x100 metri stile libero femminile dei campionati mondiali di nuoto 2025 è stata disputata il 27 luglio 2025 presso il Singapore Sports Hub di Singapore. Vi hanno preso parte 13 squadre nazionali.
La competizione è stata vinta dalla squadra australiana, formata da Mollie O'Callaghan, Meg Harris, Milla Jansen e Olivia Wunsch, mentre l'argento e il bronzo sono andati rispettivamente alla squadra statunitense, formata da Simone Manuel, Kate Douglass, Erin Gemmell e Torri Huske, e a quella oalndese, formata da Milou van Wijk, Tessa Giele, Sam van Nunen e Marrit Steenbergen.

## Podio
| Posizione | Nazione     | Atleti                                                                             |
| --------- | ----------- | ---------------------------------------------------------------------------------- |
| Oro       | Australia   | Mollie O'Callaghan Meg Harris Milla Jansen Olivia Wunsch Abbey Webb* Hannah Casey* |
| Argento   | Stati Uniti | Simone Manuel Kate Douglass Erin Gemmell Torri Huske Anna Moesch*                  |
| Bronzo    | Paesi Bassi | Jack Alexy Patrick Sammon Chris Guiliano Jonny Kulow Femke Spiering*               |

* Indica i nuotatori che hanno preso parte solo alle batterie

## Programma
| Data      | Ora (UTC+3) | Turno    |
| --------- | ----------- | -------- |
| 27 luglio | 06:32       | Batterie |
| 27 luglio | 14:16       | Finale   |

## Record
Prima della competizione il record del mondo e il record dei campionati erano i seguenti:
| Record mondiale       | 3'27"96 | Australia Mollie O'Callaghan (52"08) Shayna Jack (51"69) Meg Harris (52"29) Emma McKeon(51"90) | 23 luglio 2023 Fukuoka, Giappone |
| Record dei campionati | 3'27"96 | Australia Mollie O'Callaghan (52"08) Shayna Jack (51"69) Meg Harris (52"29) Emma McKeon(51"90) | 23 luglio 2023 Fukuoka, Giappone |

## Risultati

### Batterie
| Pos. | Batteria | Corsia | Atleta            | Nazionalità                                                                                               | Tempo   | Note |
| ---- | -------- | ------ | ----------------- | --- | ------- | ---- |
| 1    | 1        | 4      | Stati Uniti       | Erin Gemmell (53"52) Kate Douglass (52"04) Anna Moesch (53"80) Simone Manuel (54"21)                      | 3'33"57 | Q    |
| 2    | 2        | 4      | Australia         | Olivia Wunsch (53"70) Abbey Webb (53"98) Hannah Casey (53"86) Milla Jansen (53"10)                        | 3'34"64 | Q    |
| 3    | 1        | 6      | Paesi Bassi       | Milou van Wijk (54"09) Femke Spiering (54"65) Sam van Nunen (54"36) Marrit Steenbergen (52"37)            | 3'35"47 | Q    |
| 4    | 2        | 5      | Cina              | Cheng Yujie (53"60) Liu Yaxin (53"92) Yang Wenwen (54"20) Wu Qingfeng (53"91)                             | 3'35"63 | Q    |
| 5    | 2        | 3      | Francia           | Béryl Gastaldello (54"10) Marina Jehl (54"27) Albane Cachot (53"91) Marie Wattel (53"48)                  | 3'35"76 | Q    |
| 6    | 1        | 1      | Atleti Neutrali B | Daria Trofimova (53"73) Aleksandra Kuznetsova (54"01) Daria Surushkina (54"43) Daria Klepikova (53"78)    | 3'35"95 | Q    |
| 7    | 1        | 3      | Italia            | Sara Curtis (53"59) Chiara Tarantino (54"59) Sofia Morini (54"36) Emma Virginia Menicucci (54"13)         | 3'36"67 | Q    |
| 8    | 2        | 6      | Ungheria          | Nikolett Pádár (55"12) Panna Ugrai (54"86) Petra Senánszky (53"60) Lilla Minna Ábrahám (53"46)            | 3:37.04 | Q    |
| 9    | 1        | 5      | Canada            | Brooklyn Douthwright (54"36) Taylor Ruck (53"37) Sienna Angove (54"79) Ingrid Wilm (54"98)                | 3'37"50 |      |
| 10   | 1        | 2      | Germania          | Nina Holt (54"36) Nina Jazy (54"54) Julianna Bocska (54"64) Lise Seidel (54"76)                           | 3'38"30 |      |
| 11   | 2        | 2      | Danimarca         | Julie Kepp Jensen (54"82) Elisabeth Ebbesen (54"39) Schastine Tabor (55"73) Helena Rosendahl Bach (55"72) | 3'40"66 |      |
| 12   | 2        | 7      | Sudafrica         | Olivia Nel (54"91) Caitlin de Lange (56"00) Georgia Nel (56"38) Hannah Robertson (58"04)                  | 3'45"33 |      |
| 13   | 2        | 1      | Corea del Sud     | Jo Hyun-ju (54"97) Hur Yeonk-yung (54"72) Lee Lee-na (57"77) Kim Do-yeon (58"18)                          | 3'45"64 |      |
| -    | 1        | 7      | Kenya             | dns | dns     | dns  |

### Finale
| Pos.    | Corsia | Atleta            | Nazionalità                                                                                              | Tempo   | Note |
| ------- | ------ | ----------------- | --- | ------- | ---- |
| Oro     | 5      | Australia         | Mollie O'Callaghan (52"79) Meg Harris (51"87) Milla Jansen (52"89) Olivia Wunsch (53"05)                 | 3'30"60 |      |
| Argento | 4      | Stati Uniti       | Simone Manuel (53"09) Kate Douglass (51"90) Erin Gemmell (53"17) Torri Huske (52"88)                     | 3:31.04 |      |
| Bronzo  | 3      | Paesi Bassi       | Milou van Wijk (53"27) Tessa Giele (54"13) Sam van Nunen (54"85) Marrit Steenbergen (51"64)              | 3'33"89 |      |
| 4       | 6      | Cina              | Cheng Yujie (53"42) Liu Yaxin (53"93) Yu Yiting (53"88) Wu Qingfeng (52"94)                              | 3'34"17 |      |
| 5       | 2      | Francia           | Béryl Gastaldello (53"58) Marina Jehl (54"12) Albane Cachot (53"95) Marie Wattel (52"97)                 | 3'34"62 |      |
| 6       | 7      | Atleti Neutrali B | Daria Trofimova (53"77) Aleksandra Kuznetsova (54"00) Alina Gaifutdinova (54"24) Daria Klepikova (52"68) | 3'34"69 |      |
| 7       | 1      | Italia            | Sara Curtis (53"29) Emma Virginia Menicucci (53"87) Chiara Tarantino (53"75) Sofia Morini (54"27)        | 3'35"18 |      |
| 8       | 8      | Ungheria          | Minna Ábrahám (53"97) Petra Senánszky (53"85) Panna Ugrai (54"41) Nikolett Pádár (54"11)                 | 3'36"34 |      |